# Amber (album)
Az Amber a brit Autechre együttes második albuma, mely 2004-ben jelent meg a Warp Records gondozásában. Az Amber több ambient elemet tartalmaz, mint az első sorlemez az Incunabula, ugyanakkor kevesebb hangszeres hatás jelenik meg a lemezen. A lemez borítóján a törökországi Kappadókia hegyei alkotta formák láthatóak.

## Számlista
1. "Foil" – 6:04
2. "Montreal" – 7:15
3. "Silverside" – 5:31
4. "Slip" – 6:21
5. "Glitch" – 6:15
6. "Piezo" – 8:00
7. "Nine" – 3:40
8. "Further" – 10:07
9. "Yulquen" – 6:37
10. "Nil" – 7:48
11. "Teartear" – 6:45